# Chiesa parrocchiale del Centro-città
La chiesa parrocchiale del Centro-città di Budapest (in lingua ungherese Belvárosi plébániatemplom) è un luogo di culto situato nel quartiere di Pest, nella parte orientale della capitale ungherese. 

## Storia e descrizione
Sul luogo in cui sorge l'attuale chiesa si trovava già nel Trecento un edificio religioso, utilizzato come moschea durante l'occupazione turca. In seguito ai danneggiamenti subiti nell'incendio del 1723, fu ricostruita in parte in stile barocco da György Pauer fra il 1725 e il 1739. All'interno, sono presenti elementi neoclassici di János Hild e opere risalenti al XX secolo. Della chiesa medievale sono rimasti solamente dei muri nella torre meridionale, oltre che un frammento di muro nella sezione inferiore della facciata. Il portale tardo barocco è sovrastato da una Trinità intarsiata in oro.
All'interno della chiesa sono presenti lo stile barocco e gotico, che rappresentano i periodi in cui fu costruita. La navata, posta sul lato occidentale della chiesa, mostra un disegno barocco. L'altare originale, andato distrutto nella Seconda guerra mondiale, fu sostituito nel 1948 con quello attuale, opera di Károly Antal e Pál C. Molnár. Rilevanti all'interno della chiesa sono il pulpito neogotico in legno intarsiato, creato nel 1808 da Fülöp Ungradt, e la cappella gotica, con le sue finestre traforate, alla quale si accede attraverso un passaggio ad arco.
Fra le opere più antiche presenti all'interno dell'edificio troviamo il frammento di un affresco italianeggiante del XV secolo, che raffigura la crocifissione di Cristo. Fu spostato dal chiostro al coro, dove si trova attualmente. Lo stemma di Pest, commissionato ad un artista italiano dal comune nel 1507, adorna il piedistallo di un tabernacolo. Uno dei pochi resti dell'occupazione turca è una nicchia di preghiera (miḥrāb), che indica la direzione de La Mecca.